# 山内豊雍
山内 豊雍（やまうち とよちか）は、土佐藩9代藩主。

## 生涯
寛延3年（1750年）1月6日、第8代藩主・山内豊敷の四男として生まれる。宝暦6年（1756年）11月11日、豊敷の嫡子となる。宝暦13年（1763年）2月15日、将軍徳川家治に御目見する。明和元年（1764年）11月13日、従四位下筑後守に叙任する。明和5年（1768年）1月2日、父豊敷の死去により、家督を継いで藩主となる。同年12月28日、侍従に任官した。
藩政においては文武を奨励するなどした。また、天明の大飢饉による被害で藩財政が困窮したため、藩士の知行借上などを行なっているが、効果はなかった。このため、天明7年（1787年）に吾川郡池川・名野川の百姓が伊予に逃散する。豊雍は谷真潮、尾池春水、久徳直利などの人材を用いて藩政改革に乗り出す。まず、土佐藩20万石の格式を10万石に切り下げて節約を行ない、問屋制を廃止して五人組の強化などを行なった。これら一連の改革を天明の改革といい、藩財政はいくらか再建されたという。
安永9年12月21日（西暦では1781年1月）、一族の旗本・山内豊産に蔵米1万俵に支給し、大名（土佐新田藩主）にする。なお、豊産への蔵米支給は、弟豊泰を養子に入れる約束で行われた。寛政元年（1789年）8月24日に死去した。享年40。跡を長男の豊策が継いだ。
墓所は国史跡の土佐藩主山内家墓所（高知県高知市筆山町）。
藩政改革を成功させたことから名君と呼ばれている。また、温厚賢明な性格だったといわれている。

## 系譜
- 父：山内豊敷（1712-1768）
- 母：加恵 - 貞光院、伊笹氏
  - 本人：山内豊雍
  - 正室：友（とも）子（1749-1780） - 観月院殿翠顔妙黛大姉、毛利重就の三女
    - 長男：山内豊策（1773-1825）
    - (以下生母不明の子女)
    - 男子：景之助
    - 三男：山内豊敬
    - 女子：采子 - 慈明院、上杉顕孝婚約者、のち黒田長舒継室
    - 女子